# オイラー路

全ての頂点の次数が偶数であるので、このグラフはオイラーグラフである。アルファベット順に辺をたどればオイラー閉路を得る。

ケーニヒスベルクの橋を簡略化したグラフ。このグラフはオイラーグラフではない。

オイラー路（オイラーろ、英: Eulerian trail）とは、グラフの全ての辺を通る路のこと。また全ての辺をちょうど1度だけ通る閉路は、オイラー閉路（オイラーへいろ、英: Euler circuit）という。これらの名称は1736年にこれらを含むグラフの特徴づけを与えたレオンハルト・オイラーにちなむ。
グラフの辺をすべて通るようなオイラー閉路を持つグラフのことをオイラーグラフ（英: Eulerian graph）という。またグラフの辺をすべて通るような、閉路でないオイラー路を持つグラフのことを準オイラーグラフという。

## オイラーの定理
オイラーグラフと準オイラーグラフは、一筆書き可能である。連結グラフ G に対して次が成り立つ。
- G がオイラーグラフ ⇔ G の全ての頂点の次数が偶数。
- G が準オイラーグラフ ⇔ G の頂点のうち、次数が奇数であるものが2つ。